# لوکاس رودریگز پاپانو
لوکاس رودریگز پاپانو (انگلیسی: Lucas Rodriguez Pagano؛ زادهٔ ۲۲ آوریل ۱۹۸۰) بازیکن فوتبال اهل آرژانتین است.
از باشگاه‌هایی که در آن بازی کرده‌است می‌توان به باشگاه فوتبال دپورتیوو مورون، باشگاه فوتبال لیبرتاد، باشگاه فوتبال اس‌سی فورتونا کلن، و باشگاه فوتبال کورینتیانس اشاره کرد.